# Анаколуф
Анаколу́ф (др.-греч. ἀνακόλουθον — «непоследовательность») — риторическая фигура, солецизм, состоящая в неправильном грамматическом согласовании слов в предложении, допущенная по недосмотру или как стилистический приём (стилистическая ошибка) для придания характерности речи какого-либо персонажа. Анаколуф по своей природе носит выделительный характер на фоне грамматически правильной речи. Анаколуфу близка синтаксическая заумь (текст, построенный на систематическом нарушении синтаксических правил) и эрратив (текст, построенный на нарушении орфографических правил).

## Литературные примеры
Анаколуф, в частности, используется для речевой характеристики персонажа, не слишком хорошо владеющего языком (иностранца, ребёнка, просто человека малокультурного). Полковник Скалозуб в комедии «Горе от ума» Грибоедова говорит: «Мне совестно, как честный офицер» (вместо «Мне совестно, как честному офицеру»). У Толстого председатель суда говорит: «Вы желаете сделать вопрос?» («Воскресение». Часть первая. Глава XI).
Также анаколуф широко применяется как средство юмористического, сатирического изображения:

Подъезжая к сией станцыи и глядя на природу в окно, у меня слетела шляпа
— Чехов А. П. «Жалобная книга»
Однако грамматическая неправильность, привлекая к себе внимание, способна придавать речи более экспрессивный характер, и поэтому к анаколуфу писатели разных эпох и направлений прибегают и в авторской речи для создания эмоционального акцента:

Чувствуемый оттуда запах махорки и какими-то прокислыми щами делал почти невыносимым жизнь в этом месте
— Писемский А. Ф. «Старческий грех»

То, которое бык на Лесбосе вдруг увидев, взревел и, клубясь к ней с холма, ткнулся рогом, войдя ей под мышку
— Соловьёв С. В. «Аморт»

## Другие примеры
Анаколуфом является название фильма «Как я провёл этим летом».